# Campionato mondiale di hockey su ghiaccio femminile 2008
L'11º Campionato mondiale di hockey su ghiaccio femminile è stato assegnato dall'International Ice Hockey Federation alla Cina, che lo ha ospitato ad Harbin, in due diversi palazzetti, nel periodo tra il 4 e il 12 aprile 2008. Questa è la seconda volta che il paese asiatico ospita il Gruppo A femminile dopo la sfortunata edizione del 2003 cancellata a causa dell'epidemia di SARS che ha colpito soprattutto la Cina.
Per l'undicesima edizione consecutiva in finale si sono affrontate le nazionali degli Stati Uniti e del Canada, tuttavia soltanto per la seconda volta si sono imposte le statunitensi con il punteggio di 4-3, tornando a vincere a tre anni di distanza dal primo titolo. Al terzo posto è giunta la Finlandia, vincente per 4-1 contro la Svizzera. Per la prima volta inoltre la nazione ospitante non ha raggiunto la zona medaglie, infatti la Cina è giunta ottava.

## Campionato di gruppo A

### Partecipanti
Al torneo prendono parte 9 squadre:
| 5 dall'Europa     | Finlandia | Germania    |
| 5 dall'Europa     | Russia    | Svezia      |
| 5 dall'Europa     | Svizzera  |             |
| 2 dal Nordamerica | Canada    | Stati Uniti |
| 2 dall'Asia       | Cina      | Giappone    |

### Gironi preliminari

#### Girone A
| Harbin 4 aprile 2008, ore 15:00 UTC+8 | Russia | 1 – 8 (1-2; 0-2; 0-4) referto | Canada | Hongbo Arena (1.232 spett.) |

| Harbin 5 aprile 2008, ore 15:00 UTC+8 | Cina | 3 – 5 (1-1; 0-2; 2-2) referto | Russia | Hongbo Arena (2.009 spett.) |

| Harbin 6 aprile 2008, ore 15:00 UTC+8 | Canada | 11 – 0 (4-0; 3-0; 4-0) referto | Cina | Hongbo Arena (1.892 spett.) |

| Pos. |        | PG | V | VOT | POT | P | GF | GS | DR  | Pt | Accede a |
| 1.   | Canada | 2  | 2 | 0   | 0   | 0 | 19 | 1  | +18 | 6  | Girone D |
| 2.   | Russia | 2  | 1 | 0   | 0   | 1 | 6  | 11 | -5  | 3  | Girone E |
| 3.   | Cina   | 2  | 0 | 0   | 0   | 2 | 3  | 16 | -13 | 0  | Girone F |

#### Girone B
| Harbin 4 aprile 2008, ore 19:00 UTC+8 | Germania | 1 – 8 (1-1; 0-3; 0-4) referto | Stati Uniti | Hongbo Arena (1.390 spett.) |

| Harbin 5 aprile 2008, ore 19:00 UTC+8 | Svizzera | 3 – 0 (1-0; 2-0; 0-0) referto | Germania | Hongbo Arena (887 spett.) |

| Harbin 6 aprile 2008, ore 19:00 UTC+8 | Stati Uniti | 7 – 1 (1-0; 2-1; 4-0) referto | Svizzera | Hongbo Arena (845 spett.) |

| Pos. |             | PG | V | VOT | POT | P | GF | GS | DR  | Pt | Accede a |
| 1.   | Stati Uniti | 2  | 2 | 0   | 0   | 0 | 15 | 2  | +13 | 6  | Girone D |
| 2.   | Svizzera    | 2  | 1 | 0   | 0   | 1 | 4  | 7  | -3  | 3  | Girone E |
| 3.   | Germania    | 2  | 0 | 0   | 0   | 2 | 1  | 11 | -10 | 0  | Girone F |

#### Girone C
| Harbin 4 aprile 2008, ore 19:00 UTC+8 | Giappone | 0 – 5 (0-2; 0-2; 0-1) referto | Svezia | Baqu Arena (1.543 spett.) |

| Harbin 5 aprile 2008, ore 19:00 UTC+8 | Finlandia | 6 – 1 (0-0; 2-1; 4-0) referto | Giappone | Baqu Arena (896 spett.) |

| Harbin 6 aprile 2008, ore 19:00 UTC+8 | Svezia | 2 – 3 (d.t.s.) (1-1; 0-0; 1-1) referto | Finlandia | Baqu Arena (866 spett.) |

| Pos. |           | PG | V | VOT | POT | P | GF | GS | DR  | Pt | Accede a |
| 1.   | Finlandia | 2  | 1 | 1   | 0   | 0 | 9  | 3  | +6  | 5  | Girone D |
| 2.   | Svezia    | 2  | 1 | 0   | 1   | 0 | 7  | 3  | +4  | 4  | Girone E |
| 3.   | Giappone  | 2  | 0 | 0   | 0   | 2 | 1  | 11 | -10 | 0  | Girone F |

### Seconda Fase
Nella seconda fase le squadre giunte prime nei rispettivi gironi si sono scontrate in un altro girone da tre squadre, e lo stesso è successo per le seconde e le terze di ciascun raggruppamento. Le prime due squadre del girone D (quello delle prime classificate) accedono alla finale per il primo posto, mentre la terza del girone D affronta la prima del girone E per la medaglia di bronzo. Infine nel girone F le ultime due squadre vengono retrocesse in Prima Divisione.

#### Girone D (1º-3º posto)
| Harbin 8 aprile 2008, ore 12:00 UTC+8 | Stati Uniti | 0 – 1 (d.t.s.) (0-0; 0-0; 0-0) referto | Finlandia | Hongbo Arena (804 spett.) |

| Harbin 9 aprile 2008, ore 12:00 UTC+8 | Finlandia | 2 – 4 (1-1; 0-3; 1-0) referto | Canada | Hongbo Arena (963 spett.) |

| Harbin 10 aprile 2008, ore 12:00 UTC+8 | Canada | 2 – 4 (2-1; 0-1; 0-2) referto | Stati Uniti | Hongbo Arena (1.096 spett.) |

| Pos. |             | PG | V | VOT | POT | P | GF | GS | DR | Pt |
| 1.   | Stati Uniti | 2  | 1 | 0   | 1   | 0 | 4  | 3  | +1 | 4  |
| 2.   | Canada      | 2  | 1 | 0   | 0   | 1 | 6  | 6  | 0  | 3  |
| 3.   | Finlandia   | 2  | 0 | 1   | 0   | 1 | 3  | 4  | -1 | 2  |

#### Girone E (4º-6º posto)
| Harbin 8 aprile 2008, ore 15:30 UTC+8 | Svizzera       | 3 – 3 (d.t.s.) (2-1; 1-2; 0-0; 0-0) referto | Svezia | Hongbo Arena (812 spett.) |
| Shootout 1 – 0                        |                |                                             |        |                           |
|                                       |                |                                             |        |                           |
|                                       | Shootout 1 – 0 |                                             |        |                           |

| Harbin 9 aprile 2008, ore 15:30 UTC+8 | Svezia | 3 – 1 (1-0; 1-0; 1-1) referto | Russia | Hongbo Arena (804 spett.) |

| Harbin 10 aprile 2008, ore 15:30 UTC+8 | Russia | 1 – 2 (0-1; 1-1; 0-0) referto | Svizzera | Hongbo Arena (884 spett.) |

| Pos. |          | PG | V | VOT | POT | P | GF | GS | DR | Pt |
| 4.   | Svizzera | 2  | 1 | 1   | 0   | 0 | 6  | 4  | +2 | 5  |
| 5.   | Svezia   | 2  | 1 | 0   | 1   | 0 | 6  | 5  | +1 | 4  |
| 6.   | Russia   | 2  | 0 | 0   | 0   | 2 | 2  | 5  | -3 | 0  |

#### Girone F (7º-9º posto)
| Harbin 8 aprile 2008, ore 19:00 UTC+8 | Germania | 2 – 1 (2-1; 0-0; 0-0) referto | Giappone | Hongbo Arena (833 spett.) |

| Harbin 9 aprile 2008, ore 19:00 UTC+8 | Giappone | 3 – 1 (1-0; 0-0; 2-1) referto | Cina | Hongbo Arena (2.146 spett.) |

| Harbin 10 aprile 2008, ore 19:00 UTC+8 | Cina | 4 – 2 (1-1; 0-1; 3-0) referto | Germania | Hongbo Arena (1.984 spett.) |

| Pos. |          | PG | V | VOT | POT | P | GF | GS | DR | Pt |
| 7.   | Giappone | 2  | 1 | 0   | 0   | 1 | 4  | 3  | +1 | 3  |
| 8.   | Cina     | 2  | 1 | 0   | 0   | 1 | 5  | 5  | 0  | 3  |
| 9.   | Germania | 2  | 1 | 0   | 0   | 1 | 4  | 5  | -1 | 3  |

### Finale per il 3º posto
| Harbin 12 aprile 2008, ore 15:30 UTC+8 | Finlandia | 4 – 1 (0-1; 1-0; 3-0) referto | Svizzera | Hongbo Arena (1.024 spett.) |

### Finale
| Harbin 12 aprile 2008, ore 19:00 UTC+8 | Stati Uniti | 4 – 3 (2-1; 2-0; 0-2) referto | Canada | Hongbo Arena |

### Classifica marcatori
| Giocatrice            | PG | G | A | Pt | +/- | MP |
| --------------------- | -- | - | - | -- | --- | -- |
| Natalie Darwitz       | 5  | 6 | 4 | 10 | +7  | 2  |
| Hayley Wickenheiser   | 5  | 3 | 6 | 9  | +2  | 6  |
| Jennifer Botterill    | 5  | 4 | 4 | 8  | +4  | 4  |
| Jayna Hefford         | 5  | 3 | 5 | 8  | +4  | 8  |
| Cherie Piper          | 5  | 2 | 6 | 8  | +2  | 0  |
| Jenny Potter          | 5  | 5 | 2 | 7  | +5  | 2  |
| Julie Chu             | 5  | 0 | 7 | 7  | +2  | 2  |
| Ekaterina Smolentseva | 4  | 4 | 2 | 6  | +4  | 33 |
| Kathrin Lehmann       | 5  | 4 | 2 | 6  | +5  | 8  |
| Stefanie Marty        | 5  | 4 | 2 | 6  | +6  | 10 |

### Classifica portieri
| Giocatrice         | Min    | TC  | GS | SO | MGS  | Sv%   |
| ------------------ | ------ | --- | -- | -- | ---- | ----- |
| Noora Räty         | 243:42 | 81  | 6  | 1  | 1.48 | 92.59 |
| Florence Schelling | 305:00 | 185 | 15 | 1  | 2.95 | 91.89 |
| Azusa Nakaoku      | 179:31 | 89  | 8  | 0  | 2.67 | 91.01 |
| Charline Labonté   | 138:29 | 33  | 3  | 1  | 1.30 | 90.91 |
| Jessie Vetter      | 243:42 | 59  | 7  | 0  | 1.72 | 88.14 |

### Classifica finale
| Pos | Squadra     |
| --- | ----------- |
| 1   | Stati Uniti |
| 2   | Canada      |
| 3   | Finlandia   |
| 4   | Svizzera    |
| 5   | Svezia      |
| 6   | Russia      |
| 7   | Giappone    |
| 8   | Cina        |
| 9   | Germania    |

| Promossa nel Gruppo A:         | Kazakistan |
| Retrocessa in Prima Divisione: | Germania   |

#### Riconoscimenti
Riconoscimenti individuali
| Premio                   | Giocatrice      |
| ------------------------ | --------------- |
| Miglior giocatrice (MVP) | Noora Räty      |
| Miglior portiere         | Noora Räty      |
| Miglior difensore        | Angela Ruggiero |
| Miglior attaccante       | Natalie Darwitz |

## Prima Divisione
Il Campionato di Prima Divisione si è svolto in un unico girone all'italiana a Ventspils, in Lettonia, fra il 10 e il 16 marzo 2008:
| Pos. |            | PG | V | VOT | POT | P | GF | GS | DR | Pt |
| 1.   | Kazakistan | 5  | 4 | 0   | 0   | 1 | 14 | 8  | +6 | 12 |
| 2.   | Slovacchia | 5  | 3 | 1   | 0   | 1 | 14 | 11 | +3 | 11 |
| 3.   | Rep. Ceca  | 5  | 2 | 1   | 0   | 2 | 12 | 11 | +1 | 8  |
| 4.   | Francia    | 5  | 2 | 0   | 0   | 3 | 7  | 12 | -5 | 6  |
| 5.   | Norvegia   | 5  | 1 | 0   | 1   | 3 | 11 | 13 | -2 | 4  |
| 6.   | Lettonia   | 5  | 1 | 0   | 1   | 5 | 9  | 12 | -3 | 4  |

| Promossa nel Gruppo A:           | Kazakistan |
| Retrocessa in Seconda Divisione: | Lettonia   |

## Seconda Divisione
Il Campionato di Seconda Divisione si è svolto in un unico girone all'italiana a Vierumäki, in Finlandia, fra il 25 e il 30 marzo 2008:
| Pos. |                | PG | V | VOT | POT | P | GF | GS | DR  | Pt |
| 1.   | Austria        | 5  | 5 | 0   | 0   | 0 | 22 | 10 | +12 | 15 |
| 2.   | Danimarca      | 5  | 4 | 0   | 0   | 1 | 25 | 7  | +18 | 12 |
| 3.   | Corea del Nord | 5  | 3 | 0   | 0   | 2 | 21 | 10 | +11 | 9  |
| 4.   | Italia         | 5  | 1 | 1   | 0   | 3 | 15 | 17 | -2  | 5  |
| 5.   | Paesi Bassi    | 5  | 1 | 0   | 1   | 3 | 10 | 15 | -5  | 4  |
| 6.   | Australia      | 5  | 0 | 0   | 0   | 5 | 5  | 39 | -34 | 0  |

| Promossa in Prima Divisione:   | Austria   |
| Retrocessa in Terza Divisione: | Australia |

## Terza Divisione
Il Campionato di Terza Divisione si è svolto in un unico girone all'italiana a Miskolc, in Ungheria, fra il 6 e il 12 aprile 2008:
| Pos. |               | PG | V | VOT | POT | P | GF | GS | DR  | Pt |
| 1.   | Regno Unito   | 5  | 4 | 1   | 0   | 0 | 29 | 7  | +22 | 14 |
| 2.   | Slovenia      | 5  | 4 | 0   | 1   | 0 | 27 | 6  | +21 | 13 |
| 3.   | Croazia       | 5  | 2 | 0   | 1   | 2 | 12 | 20 | -8  | 7  |
| 4.   | Belgio        | 5  | 2 | 0   | 0   | 3 | 12 | 16 | -4  | 6  |
| 5.   | Ungheria      | 5  | 1 | 0   | 0   | 4 | 4  | 20 | -16 | 3  |
| 6.   | Corea del Sud | 5  | 0 | 1   | 0   | 4 | 7  | 22 | -15 | 2  |

| Promossa in Seconda Divisione:  | Regno Unito   |
| Retrocessa in Quarta Divisione: | Corea del Sud |

## Quarta Divisione
Il Campionato di Quarta Divisione si è svolto in un unico girone all'italiana a Miercurea Ciuc, in Romania, fra il 23 e il 29 marzo 2008:
| Pos. |               | PG | V | VOT | POT | P | GF | GS | DR  | Pt |
| 1.   | Islanda       | 5  | 5 | 0   | 0   | 0 | 30 | 5  | +25 | 15 |
| 2.   | Nuova Zelanda | 5  | 4 | 0   | 0   | 1 | 37 | 9  | +28 | 12 |
| 3.   | Romania       | 5  | 2 | 0   | 1   | 2 | 25 | 16 | +9  | 7  |
| 4.   | Estonia       | 5  | 2 | 0   | 0   | 3 | 11 | 17 | -6  | 6  |
| 5.   | Sudafrica     | 5  | 1 | 1   | 0   | 3 | 15 | 24 | -24 | 5  |
| 6.   | Turchia       | 5  | 0 | 0   | 0   | 5 | 3  | 50 | -47 | 0  |

| Promossa in Terza Divisione:      | Islanda       |
| Retrocessa dalla Terza Divisione: | Corea del Sud |